# مضاجعه
مضاجعه اصطلاحی به معنای «با هم خوابیدن» و «هم‌بستر شدن» است که از ریشهٔ ضَجَعَ به معنای «به پهلو دراز کشیدن» و «به پهلو خوابیدن» آمده‌است.
در فقه اسلامی مضاجعه میان زن و مردی که در رابطهٔ زوجیت با یکدیگر نیستند، گرچه به رابطهٔ جنسی کامل منتهی نشود، حرام و جرم تلقی می‌شود.
در قانون مجازات اسلامی ایران نیز مضاجعه با نامحرم یکی از عناوین مجرمانه است: «هرگاه زن و مردی که بین آن‌ها علقهٔ زوجیت نباشد مرتکب روابط نامشروع یا عمل منافی عفت غیر از زنا از قبیل تقبیل یا مضاجعه شوند، به شلاق تا ۹۹ ضربه محکوم خواهند شد.»
در فقه همچنین یکی از تکالیف مرد در قبال زن خویش که به حق قسم معروف است؛ دست‌کم یک شب مضاجعه با وی در هر چهار شب است.